# آنتونی بوهجیویچ
آنتونی بوهجیویچ (انگلیسی: Antoni Bohdziewicz؛ ‏۱۱ سپتامبر ۱۹۰۶ – ۲۰ اکتبر ۱۹۷۰) یک کارگردان فیلم و فیلم‌نامه‌نویس اهل لهستان بود.
از فیلم‌های او می‌توان به طرح‌واره‌های زغالی (۱۹۵۷)، «۴=۲×۲» (۱۹۴۵) و «حقیقت» (۱۹۶۱) اشاره کرد.